# سيف عربي (مبارزة)

مبارز. الهدف الصحيح (كل ما فوق الخصر، بما في ذلك الذراع والرأس، ولكن باستثناء اليدين) موضح باللون الأحمر.

السيف العربي (بالإنجليزية: sabre) واحد من أسلحة المبارزة الحديثة، ولكن يكتب saber في الإنجليزية الأمريكية. ويختلف السيف العربي عن أسلحة المبارزة الحديثة، وهما سيف المبارزة وسيف الشيش، في أنه من الممكن أن يتم إحراز النقاط بحافة شفرة السيف؛ ولهذا السبب، فإن تحركات وهجمات حامل السيف العربي تكون سريعة جدًا. وفيما يتعلق بالسلاحين الآخرين يتم تسجيل فقط النقاط الصحيحة باستخدام قمة الشفرة. مثل سيف الشيش، يستخدم السيف العربي اتفاقية حق المبادرة بالهجوم لتحديد من حقق اللمسة.
يشير المصطلح المبارز إلى مبارز ذكر يبارز بالسيف العربي. والمبارزة هي نظيرة المبارز من الإناث.
كان السيف العربي آخر سلاح في المبارزة قبل الانتقال إلى استخدام المعدات الكهربائية. وحدث هذا عام 1988، بعد 31 سنة من استخدام سيف الشيش و52 سنة من استخدام سيف المبارزة. وفي عام 2004، بعد دورة الألعاب الأوليمبية الصيفية في أثينا مباشرة، تم اختصار توقيت تسجيل اللمسة من موقعها السابق وغيرت الرياضة وطريقة تسجيل اللمسات على نحو دراماتيكي.

## السلاح
يظهر المقطع العرضي لشفرة السيف العربي على شكل y أو v، على عكس الشكل رباعي الزوايا الخاص بـسيف الشيش، ولكنه ليس بقوة سيف المبارزة. وتكون شفرات الكبار (مقاس 5) بطول 88 سنتيمتر (35 بوصة). وفي نهاية الشفرة، يتم طي قمة الشفرة على نفسها لتشكل "زر"، على الرغم من عدم وجود زر فعليًا. ويكون واقي جرس السيف منحنيًا حول المقبض، مما يعطي حماية ليد المبارز. وفي السيوف العربية الكهربائية، يوجد مقبس لسلك السيف تحت واقي الجرس. ويأتي المشبك المعروف برمانة المقبض في نهاية السيف للحفاظ على واقي الجرس والإمساك به. إن مقبض السيف العربي عبارة عن مقبض مستقيم مُشكل بصورة قياسية، نظرًا لأن المقابض الأخرى لا تتوافق مع واقي الجرس. وعمومًا السلاح بأكمله طوله 105 سنتيمتر، وأقصى حد للوزن هو 500 جرام، ولكن معظم سيوف المنافسات وزنها 400 جرام تقريبًا. ويعد السيف العربي أقصر من سيف الشيش وسيف المبارزة وأخف من سيف المبارزة مما يسهل الحركة به وتوفير فرصة الهجوم الحاسم.
على عكس الأسلحة الأخرى، هناك فرق بسيط بين السيف العربي الكهربائي والسيف العربي (غير الكهربائي) البخار أو الجاف. توجد الشفرة ذاتها في السيف العربي الكهربائي، فلا حاجة لسلك شفرة أو طرف حساس للضغط في السيف العربي الكهربائي. يحتوي السيف العربي الكهربائي على مقبس، وعادة ما يكون مقبس سيف شيش ذو حدين أو حربتين مع موصلين تم تقصيرهما معًا. تم تجهيز السيوف العربية الكهربائية بمقبس استشعار. ويكون جهاز الاستشعار عبارة عن جهاز يعمل على كشف التفادي باستخدام مقياس السرعة. وإذا تم اكتشاف التفادي، فمن المفترض أن تبطل الإلكترونيات أي إغلاق لاحق لدائرة تسجيل النقاط نتيجة للشفرة المرنة حول التفادي. ولم يعمل هذا الجهاز على النحو المنشود لذا تم تجاهله بسرعة، وتم تخفيف تأثير السرعة الهائلة بدرجة كبيرة عندما فرض الاتحاد الدولي للمبارزة استخدام شفرات السيف العربي الصلبة في مواصفات S2000. ويتميز السيف العربي الكهربائي أيضًا بالعزل عن رمانة المقبض وفي الجزء الداخلي من الواقي لمنع الاتصال الكهربائي بين السيف العربي وسترة لامي. وهذا أمر غير مرغوب فيه بسبب امتداد سترة لامي داخل السيف العربي، مما يسبب في أن يتم تسجيل أي تلامس مع الشفرة ليتم تسجيله على أنه لمسة صحيحة.

## السيف العربي الكهربائي
مثل الأسلحة الأخرى المستخدمة في المبارزة، يستخدم السيف الحديث وصلة كهربائية لتسجيل اللمسات. ويرتدي لاعبي سلاح السيف العربي صحيفة صغيرة، سترة موصلة، لإكمال الدائرة وتسجيل لمسة لهدف صحيح.
على خلاف السلاحين الآخرين، هناك فرق بسيط بين السيف العربي كهربائي وبخار أو الجافة (غير كهربائية). النصل نفسه هو نفسه في السيوف البخارية والكهربائية، حيث لا توجد حاجة لسلك نصل أو طرف حساس للضغط في صابر كهربائي. السيف العربي كهربائي لديه مأخذ، والذي هو عموما مقبس الشيش الفيش الثنائي أو الحربة مع جهات الاتصال اختصرت معا. السيف العربي كهربائي أيضا لديه العزل على الحلق وعلى داخل الحرس لمنع اتصال كهربائي بين صابر والصخيفة الرقيقة. هذا غير مرغوب فيه لأنه يوسع الصحيفة الرقيقة بشكل فعال على السيف، مما يؤدي إلى تسجيل أي اتصال للشفرة كمسحة صالحة.

## وصلات خارجية
- FIE ranking enquiry - current and archive